# Юліан Бурсук
Юліан Бурсук (рум. Iulian Bursuc; нар. 23 вересня 1976, Молдавська РСР) — молдовський футболіст, півзахисник.

## Клубна кар'єра
Дорослу футбольну кар'єру розпочав 1992 року в кишинівському «Агро». У 1994 році перейшов до іншого столичного клубу, «Конструкторула». З 2001 по 2006 рік захищав кольори «Ністру» з міста Атаки. У 2005 році виступав в оренді за казахстанський «Актобе».
У 2006 році виїхав до Литви, де підсилив вільнюський «Жальгіріс» (В). За період перебування у столичному литовському клубі двічі відправлявся в оренду. Спочатку захищав кольори білоруського «Савіта» (2008) та литовського «Таураса» (2009). По завершенні контракту з «Жальгірісом» переїхав до Узбекистану, де виступав за «Насаф».
У 2010 році повернувся до Молдови, де став гравцем «Дачії». Наступного сезону перебрався у «Сфинтул Георге». У 2011 році Юліан Бурсук став учасником неприємного інциденту, вдарив арбітра Геннадія Сіденка під час матчу між «Іскрою-Сталі» (Рибниця) та «Сфинтул Георге» (3:0) у 13-му турі Національного дивізіону 2011/12. За цей вчинок його спочатку відсторонили на два роки, а потім скоротили термін дискваліфікації до 13 місяців. Разом з сином виступав у «Сфинтул Георге», а в одному з матчів батько й син Бурсуки відзначилися по одному голу. При цьому, коли Андрій виступав за «Дачію-2» Буюкань, вони були суперниками в очному матчі.

## Кар'єра в збірній
У 2002-2005 роках провів 8 матчів за національну збірну Молдови.

## Особисте життя
Син, Андрій Бурсук, також професіональний футболіст.

## Досягнення
«Дачія» (Кишинів)
- Національний дивізіон Молдови
  -  Чемпіон (1): 2010/11

- Кубок Молдови
  -  Фіналіст (1): 2009/10

«Таурас»
- Кубок Литви
  -  Фіналіст (1): 2008/09